# PSE (Norm)

PSE-Prüfzeichen

Die Abkürzung PSE, sie steht für die englische Bezeichnung Product Safety Electrical Appliance and Material Safety Law, bezeichnet einen in Japan üblichen Sicherheitsstandard für Elektroinstallationen. Die japanische Bezeichnung lautet 電気用品安全法, Denki Yohin Anzenhou. Der Standard wird von der Japan Electrical Testing Laboratories (JET) herausgegeben. Alle elektrotechnischen Geräte, welche in Japan in den Handel gebracht werden, müssen die darin festgelegten Anforderungen erfüllen und das PSE-Symbol tragen.
Der Standard legt beispielsweise fest, in welcher Form Elektroinstallationen, elektrische Geräte wie Netzteile, oder auch elektrische Sicherungen zu gestalten sind. Die aktuelle Version des Standards stammt vom 2. April 2001.
Der PSE ist im weitesten mit den in Deutschland vom Verband der Elektrotechnik, Elektronik und Informationstechnik (VDE) herausgegebenen Normenreihe DIN VDE 0100 vergleichbar.